# Myliobatis ridens
Myliobatis ridens  (лат.) — вид хрящевых рыб рода орляков семейства орляковых скатов отряда хвостоколообразных надотряда скатов. Эти скаты обитают в субтропических водах юго-западной Атлантики. Встречаются на глубине до 47 м. Максимальная зарегистрированная ширина диска 70 см. Грудные плавники этих скатов срастаются с головой, образуя ромбовидный диск, ширина которого превосходит длину. Характерная форма плоского рыла напоминает утиный нос. Тонкий хвост длиннее диска. Окраска дорсальной поверхности ровного тёмно-коричневого или оливково-зелёного цвета.
Подобно прочим хвостоколообразным Myliobatis ridens размножаются яйцеживорождением.  Эмбрионы развиваются в утробе матери, питаясь желтком и гистотрофом. 

## Таксономия
Впервые новый вид был научно описан в 2012 году. Видовой эпитет происходит от слова лат. ridens — «улыбающийся». Голотип представляет собой взрослого самца с диском шириной 53,1 см, пойманного у берегов провинции Буэнос-Айрес. Паратипы: неполовозрелый самец с диском шириной 46,5 см, неполовозрелые самки с диском шириной 29—49 см, взрослая самка с диском шириной 54,2—69 см, взрослые самцы с диском шириной 49,1—57,4 см, пойманные там же.   

## Ареал и места обитания
Myliobatis ridens обитают в юго-западной части Атлантического океана. Они держатся на мелководье континентального шельфа на глубине от 5 до 47 м, но, как правило, не глубже 15 м. 

## Описание
Грудные плавники Myliobatis ridens, основание которых расположено позади глаз, срастаются с головой, образуя ромбовидный плоский диск, ширина которого примерно в 2,2 раза превышает длину, края плавников имеют форму заострённых «крыльев». Голова выступает за пределы диска. Ширина округлого рыла равна расстоянию между глазами. Позади среднего размера глаз, разнесённых по бокам головы, расположены брызгальца. На вентральной поверхности диска имеются 5 пар жаберных щелей, рот и ноздри. Ширина рта примерно равна дистанции между пятыми жаберными щелями и превосходит расстояние между внешними краями ноздрей. Окраска дорсальной поверхности диска  ровного тёмно-коричневого или оливково-зелёного цвета. Вентральная поверхность диска беловатая с тёмно-оранжевой или чёрной окантовкой грудных плавников. Основание хвоста светлее, а кончик становится тёмным. Между ноздрями пролегает кожный лоскут. Зубы образуют плоскую трущую поверхность. На хвосте присутствует один или реже несколько ядовитых шипов. . Максимальная зарегистрированная ширина диска 70 см.

## Биология
Подобно прочим хвостоколообразным Myliobatis ridens относятся к яйцеживородящим рыбам. Эмбрионы развиваются в утробе матери, питаясь желтком и гистотрофом. Самцы и самки достигают половой зрелости при ширине диска 50—60 см.  

## Взаимодействие с человеком
Myliobatis ridens не являются объектом промышленного промысла. Международный союз охраны природы ещё не оценил охранный статус вида.